# Chrysomya
Chrysomya es un género de moscas de la familia Calliphoridae. Se cree que el género se originó en Asia y que ha migrado a Norteamérica en tiempos recientes. Chrysomya tiene importancia en el campo de entomología forense porque sus larvas se desarrollan en cadáveres , lo que hace posible determinar el momento del fallecimiento.

## Descripción

### Adulto

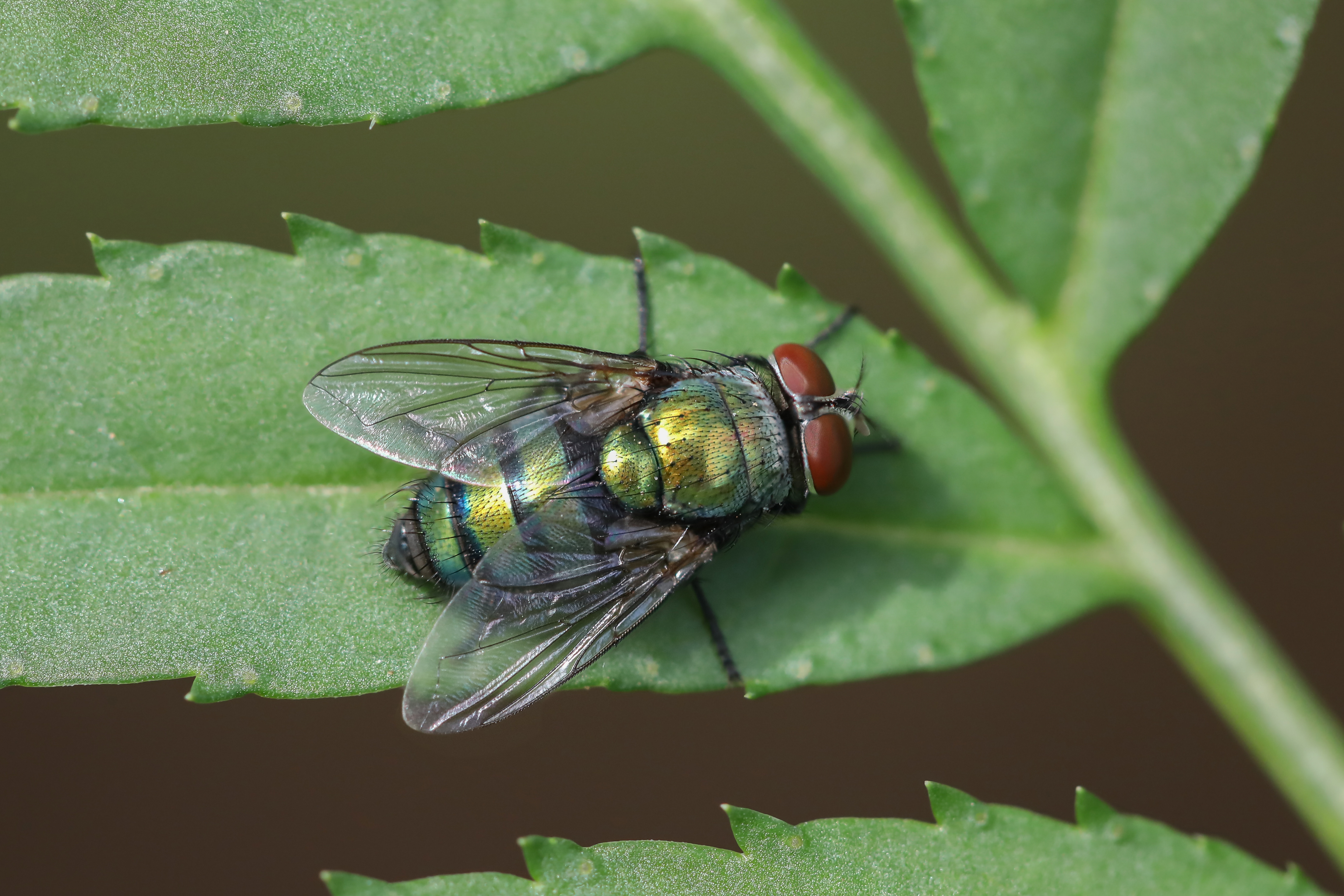
Chrysomya

Mide 10 a 12 mm de largo, cuerpo de color verde azulado metálico, setas gruesas en el cuerpo, antenas con aristas plumosas. Hay variaciones, no todas las especies presentan todas estas características. Las hembras depositan entre 50 y 200 huevos.

## Especies
- Chrysomya albiceps (Wiedemann, 1819)
- Chrysomya bezziana Villeneuve, 1914
- Chrysomya chloropyga (Wiedemann, 1818)
- Chrysomya fulvicruris Robineau-Desvoidy, 1830
- Chrysomya inclinata Walker, 1861 (Synonyms: C. grienieri Rickenbach, 1959, C. roubaudi Séguy, 1926, C. tellinii Bezzi, 1908)
- Chrysomya marginalis (Wiedemann, 1830)
- Chrysomya megacephala (Fabricius, 1794)
- Chrysomya obscura Bigot, 1891
- Chrysomya pinguis (Walker), 1858
- Chrysomya putoria (Wiedemann, 1830)
- Chrysomya rufifacies Macquart, 1843
- Chrysomya villeneuvi Patton, 1922